# Usplash
Usplash è stato un progetto open source sviluppato dalla comunità Ubuntu. Usplash è nato per offrire un'esperienza grafica all'avvio de sistema in grado di sostituire le schermate di testo che apparivano in passato nei sistemi Linux.
In realtà, prima di Usplash, esisteva già Bootsplash che offriva la stessa possibilità ma a livello di kernel space. Usplash, al contrario, opera nello spazio utente e ha il vantaggio di poter essere aggiornato senza ricompilare il kernel.
Usplash utilizza l'interfaccia framebuffer di Linux o, in alternativa, l'accesso diretto VESA per visualizzare la schermata iniziale.
In Ubuntu 9.10 "Karmic Koala", Usplash veniva utilizzato solo nelle fasi preliminari dell'avvio, dopodiché subentrava XSplash.
Già a partire da Ubuntu 10.04 LTS "Lucid Lynx", Usplash è stato completamente sostituito da Plymouth, che utilizza Direct Rendering Manager (DRM) e il driver KMS.